# Barapali
Barapali là một thị xã và là nơi đặt Ủy ban khu vực quy hoạch (notified area committee) của quận Bargarh thuộc bang Orissa, Ấn Độ.

## Nhân khẩu
Theo điều tra dân số năm 2001 của Ấn Độ, Barapali có dân số 19.154 người. Phái nam chiếm 51% tổng số dân và phái nữ chiếm 49%. Barapali có tỷ lệ 66% biết đọc biết viết, cao hơn tỷ lệ trung bình toàn quốc là 59,5%: tỷ lệ cho phái nam là 75%, và tỷ lệ cho phái nữ là 56%. Tại Barapali, 12% dân số nhỏ hơn 6 tuổi.